# دولت‌های صلیبی

نقشهٔ پایگاه‌های صلیبی در سال ۱۱۳۵ میلادی

پایگاه‌های صلیبیون (انگلیسی: Crusader states) یا اوترمر (فرانسوی: Outremer‎) و با نام شناخته شدهٔ دیگر از جمله صلیبی‌نشین عنوان تعدادی از شهرک‌های منطقهٔ آناتولی، یونان و سرزمین مقدس و در غرب بالتیک است که توسط کشورهای اروپای غربی در قرن ۱۲ تا ۱۳ میلادی و در قالب جامعهٔ فئودالی تأسیس گردید. این نام همچنین با اشاره به دیگر دستاوردهای ارضی که اغلب کوچک و کوتاه مدت بودند ساخته شد. در دوران قرون وسطی از طرف کلیسا و مسیحیت به عنوان عامل بازدارنده‌ای علیه پاگان‌ها، مسلمانان و سایر دشمنان مسیحیت استفاده می‌شود.
با آغاز جنبش صلیبی و شروع نخستین جنگ صلیبی بر پایه آموزه‌های زیارت مقدس و جنگ مقدس، صلیبیون در سال ۱۰۹۸ حرکت خود را برای فتح اراضی مقدس از مسیر زمینی آغاز کردند. پس از عبور از آناتولی، در شامات، بالدوین بولونی پس از یک کودتا در شهر ادسا، قدرت را در دست گرفت و نخستین دولت صلیبی را در شرق برپا نمود. پس از وی بوهموند تارانتو پس از تصرف شهر انطاکیه در سال ۱۰۹۸، به عنوان حاکم جدید شهر، دومین دولت صلیبی یعنی شاهزاده‌نشین انطاکیه را تشکیل داد. در سال ۱۰۹۹، شهر اورشلیم به عنوان هدف اصلی جنگ صلیبی توسط صلیبیون فتح شد تا پادشاهی اورشلیم در اراضی مقدس شکل گیرد. پیروزی صلیبیون در نخستین جنگ صلیبی و پیگیری سیاست تحکیم و گسترش اراضی منجر به فتح شهر و اراضی بسیاری شد که مهم‌ترین آن فتح طرابلس و تشکیل آخرین دولت صلیبی مهم در شرق لاتین شد. در اوج گسترش وسعت دولت‌های صلیبی در شرق، قلمروی این دولت‌ها مشتمل بر نواحی همچون جنوب ترکیه امروزی، سوریه، لبنان، اسرائیل و فلسطین می‌شد. با این حال با آغاز جهاد مسلمانان علیه صلیبیون در اراضی مقدس با هدف بازپس‌گیری اراضی تصرف‌شده توسط صلیبیون، ادسا نخستین دولتی بود که توسط اتابکان زنگی در سال ۱۱۴۴ سقوط کرد اما سایر دولت‌ها توانستند تا اواخر قرن ۱۳ میلادی و هجوم ممالیک به حیات خویش ادامه دهند؛ انطاکیه در سال ۱۲۶۸ و طرابلس در سال ۱۲۸۹ تصرف شد. با سقوط عکا، پایتخت در تبعید دولت اورشلیم، در سال ۱۲۹۱، آخرین پایگاه اصلی صلیبیون در اراضی مقدس و شامات از دست رفت تا بازماندگان به پادشاهی قبرس که پس از جنگ صلیبی سوم تأسیس شد، فرار کنند و پناه ببرند. با این حال برخی گروه‌ها همچون شوالیه‌های مهمان‌نواز موفق شدند تا پس از تصرف برخی جزایر در شرق مدیترانه، دولتی در جزیره رودس تشکیل دهند که تا قرن ۱۶ میلادی دوام یافت.
جنبش صلیبی تنها محدود به اراضی مقدس و شرق محدود نماند و حتی دچار انحراف شد؛ طی جنگ صلیبی چهارم که با هدف بازپس‌گیری اورشلیم آغاز گردید، صلیبیون در سال ۱۲۰۴ دست به تاراج و فتح قسطنطنیه پایتخت امروزی بیزانس زدند. پس این جنگ سبب شد تا امپراتوری بیزانس به تعدادی دولت کوچک تحت حکومت بارون‌های صلیبی و فرانکی منقسم شود؛ مهم‌ترین نهاد امپراتوری لاتینی جدیدالتأسیس قسطنطنیه بود که به رهبری بالدوین، کنت فلاندر، در مقام امپراتور اداره می‌شد. پادشاهی تسالونیک، شاهزاده‌نشین آخا، دوک‌نشین آتن، دوک‌نشین مجمع‌الجزایر و … از دیگر دولت صلیبی و فرانکی بودند که توسط فرماندهان و شوالیه‌های صلیبی بر روی قلمروی امپراتوری بیزانس شکل گرفتند. با این حال دولت‌های فرانکی با مشکلات جدید و دشواری همچون ایالات یونانی امارت اپیروس و امپراتوری نیقیه و نیز امپراتوری بلغار و امپراتوری سلجوقیان روبه‌رو شد. سرانجام تلاش یونانی‌ها برا احیا قدرت خویش در منطقه و امپراتوری بیزانس به سرانجام رسید و دو دولت فرانکی پادشاهی تسالونیک در سال ۱۲۲۶ و امپراتوری لاتین در ۱۲۶۱ سقوط کردند. هرچند دولت‌های کوچک لاتینی همچون آخا و مجمع‌الجزایر تا ظهور و قدرت‌گیری ترکان عثمانی در قرن ۱۵ و ۱۶ به حیات خویش ادامه دادند.
کلیسای کاتولیک و پاپ از جنبش صلیبی برای مسیحی کردن جمعیت‌های پاگان در شرق قلمروی مسیحیت و حوزه بالتیک نیز استفاده کرد. در حین جنگ صلیبی در شمال و شرق اروپا، و پس از جنگ صلیبی لیوونی و در ابتدای قرن ۱۳ میلادی نخستین دولت صلیبی تحت عنوان ترا ماریانا توسط برادران لیوونی شمشیر در نواحی تصرف‌شده لیوونی، لتونی و استونی شکل گرفت که نخست تابع امپراتوری مقدس روم و ادامه کلیسای رم بود و در تنها مقاطعی از استقلال سیاسی برخوردار بود. با قدرت‌گیری شوالیه‌های تتونیک در امپراتوری مقدس روم و پیگیری سیاست مسیحی‌کردن جماعت‌های حوزه بالتیک، با دستور امپراتوران مقدس روم، دولتی تحت نظارت فرقه تتونیک در پروس در سال ۱۲۲۶ شکل گرفت. گرچه دولت شوالیه‌های تتونیک توانست قدرت خویش را با تابع‌کردن ترا ماریانا در نیمه قرن ۱۳ میلادی تحکیم و گسترش دهد، اما منازعات این دولت با دیگر دولت‌های مسیحی منطقه از جمله پادشاهی لهستان سبب شد تا این دولت و قلمروی آن دست‌نشانده این دولت‌ها شود و تا قرن ۱۶ میلادی و آغاز منازعات مذهبی در اروپا به حیات خویش ادامه دهد.